# Andreas Bacsinsky

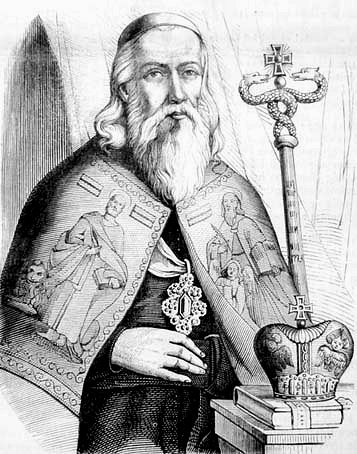
Andreas Bacsinsky

Andreas Bacsinsky, auch Andrij Batschynskyj oder Andrij Bachynsḱyĭ (* 1729 im Komitat Ung; † 19. November 1809 in Ungvár), war ein griechisch-katholischer Bischof.

## Leben
Andreas Bacsinsky entstammte einer Adelsfamilie und war der Sohn des Pfarrers Tódor Bacsinsky. Die Familie von Andreas Bacsinsky war ursprünglich galizischen Ursprungs und stammte aus der Ortschaft Bacsina.
Er besuchte die unteren Schulen in Ungvar und die höheren in Steinamanger. Nach der schulischen Ausbildung erhielt er eine Anstellung als Erzieher der Söhne des Grafen Mailáth. Nach Beendigung seines theologischen Studiums in Nagyszombat wurde er zum Priester geweiht und später Kaplan in Dorog im Komitat Munkács sowie bald darauf Dechant; er blieb dort die folgenden zwölf Jahre, bis er in Munkács eine Domherrnstelle erhielt. Kurz darauf wurde er Generalvikar. 
Nach der Bestätigung durch Papst Clemens XIV. wurde er 1773, im Alter von 44 Jahren, in der Hofkapelle in Wien zum Bischof geweiht; 1777 erfolgte seine Ernennung zum Geheimen Rat.
Mitte der 1790er Jahre bestellt er in der Universitätsdruckerei in Ofen insgesamt 600 Exemplare einer sogenannten vollständigen Bibe!, das heißt, sie enthielt sowohl das Alte als auch das Neue Testament in kirchenslawischer Sprache.
Unter seiner Leitung wurde die bischöfliche Residenz durch Königin Maria Theresia 1777 von Munkács nach Ungvár verlegt.
Er begründete die bischöfliche Bibliothek, die ungefähr 7.000 Bände umfasste; obwohl er selbst nichts im Druck veröffentlichte, enthalten viele dieser Werke seine Glossen, Bemerkungen und Zusätze.
Die Lehrer des Ungvárer Lyzeums, der unteren Schulen und der Präparandenanstalt verdanken ihm ihre königliche Dotation.
Er korrespondierte mit dem tschechischen Priester und Sprachwissenschaftler Václav Fortunát Durych (1735–1802).
Aufgrund seiner Bescheidenheit wurde er, gemäß seinem Wunsch, in einem einfachen hölzernen Sarg ohne Prunk in der Pfarrkirche in Ungvár beigesetzt.
Nach seinem Tod blieb das Amt des Bischofs bis 1816 vakant; sein Nachfolger wurde dann Alexis Pótsy (1754–1831).

## Mitgliedschaften
Andreas Bacsinsky war Mitglied der 1797 von Johann Georg Lenz gegründeten „Mineralogischen Societät“ in Jena.